# Urto

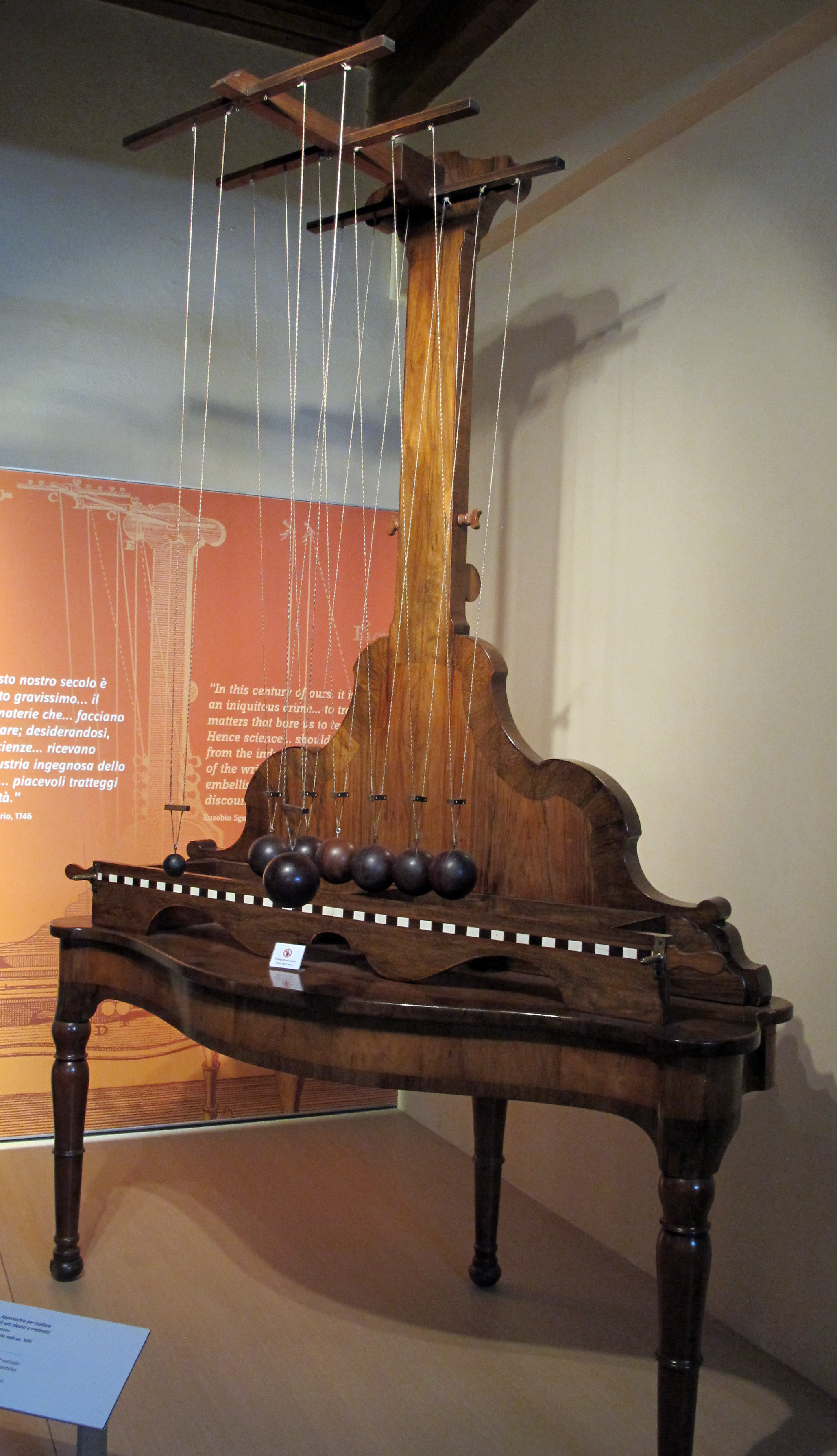
Apparecchio per studiare gli urti elastici e anelastici (XVIII secolo, Museo Galileo di Firenze).

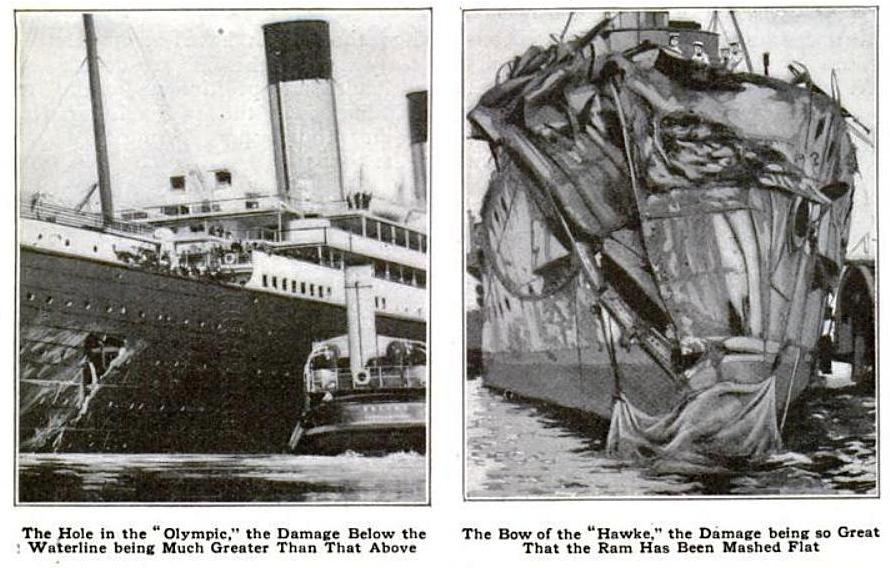
Effetti dell'anelasticità dell'urto avvenuto tra le navi HMS Hawke e RMS Olympic nel 1911

L'urto è il termine fisico con il quale si identifica la collisione di due corpi che si scontrano.
Un'interpretazione più corretta viene fornita dalla meccanica del continuo: i corpi sono dotati di elasticità e l'intervallo di tempo durante il quale tali oggetti sono a contatto si compone di un periodo di compressione, nel quale si compie una deformazione spesso impercettibile, e di un periodo di ritorno elastico durante il quale la forma torna allo stato iniziale.
Viene inizialmente presa in considerazione la classe degli urti normali a due corpi, cioè quelli in cui la direzione del moto avviene lungo la normale comune per il punto di contatto sia prima che dopo l'urto in quanto moto unidimensionale, e successivamente si può estendere lo studio agli urti obliqui a n>2 corpi in d>1 dimensioni.

## Regola di Newton
Per un urto normale la velocità relativa dei corpi dopo l'urto è proporzionale a quella precedente l'urto attraverso un coefficiente di ritorno legato alle elasticità dei due corpi:
{\displaystyle v_{1f}-v_{2f}=-\varepsilon (v_{1i}-v_{2i}),}
{\displaystyle 0\leq \varepsilon \leq 1}
Se {\displaystyle \varepsilon =0} l'urto è detto totalmente anelastico;
se {\displaystyle \varepsilon =1} l'urto è detto elastico;

## Conservazione della quantità di moto

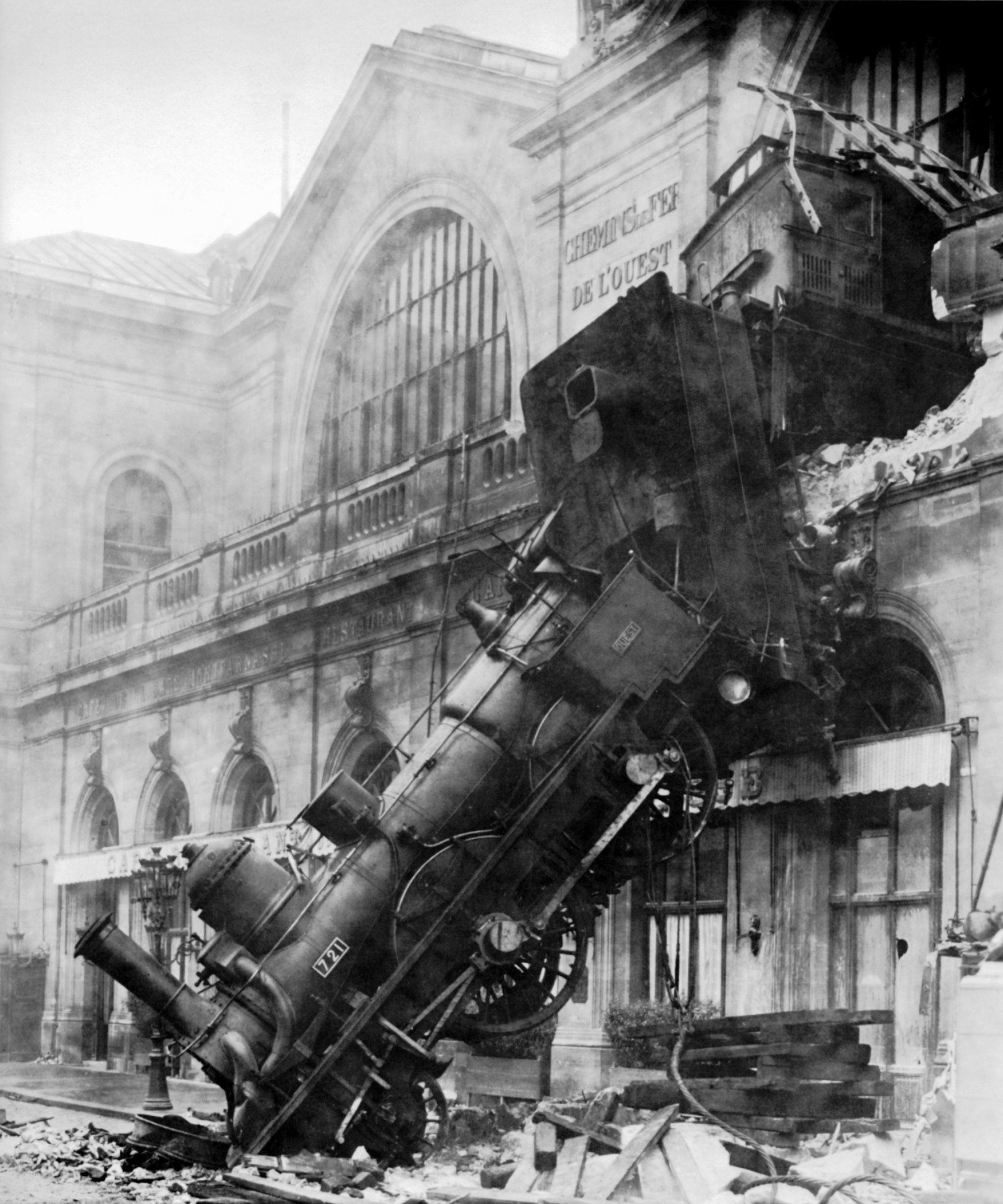
Effetto di un urto particolarmente violento fra un treno in velocità e una parete fissa (incidente ferroviario della stazione di Parigi Montparnasse)

Negli urti si applica il principio di conservazione della quantità di moto:
{\displaystyle {\frac {d}{dt}}P=0;}
dove {\displaystyle P} è la quantità di moto e {\displaystyle t} è il tempo.
L'applicazione di tale principio al caso di un urto tra due corpi a coefficiente di ritorno qualsiasi porta alla seguente uguaglianza:
{\displaystyle m_{1}v_{1i}+m_{2}v_{2i}=m_{1}v_{1f}+m_{2}v_{2f}\;}
dove:
- m1 e m2 sono le masse dei corpi 1 e 2;
- v1i e v2i sono le velocità dei corpi prima dell'urto;
- v1f e v2f sono le velocità dei corpi dopo l'urto.

La quantità di moto totale dopo l'urto è data dalla quantità di moto iniziale più l'impulso totale. Perciò le forze sono uguali e contrarie per i due corpi, e la loro somma vettoriale è nulla.

## Equazioni delle velocità

Rappresentazione grafica di un urto totalmente anelastico

Rappresentazione grafica di un urto elastico

Dalle due equazioni precedenti si ricava che:
{\displaystyle v_{1f}={\frac {(m_{1}-\varepsilon m_{2})v_{1i}+m_{2}(1+\varepsilon )v_{2i}}{m_{1}+m_{2}}}\;}
{\displaystyle v_{2f}={\frac {(m_{2}-\varepsilon m_{1})v_{2i}+m_{1}(1+\varepsilon )v_{1i}}{m_{1}+m_{2}}}\;}
Che applicata al caso di urto totalmente anelastico si traduce in:
{\displaystyle v_{1f}={\frac {m_{1}v_{1i}+m_{2}v_{2i}}{m_{1}+m_{2}}}\;}
{\displaystyle v_{2f}={\frac {m_{1}v_{1i}+m_{2}v_{2i}}{m_{1}+m_{2}}}\;}
e quindi, :{\displaystyle v_{1f}=v_{2f}\;}
in particolare se :{\displaystyle v_{1i}=-v_{2i}}, allora: {\displaystyle v_{1f}=v_{2f}=0}
Applicata invece al caso di urto elastico si traduce in:
{\displaystyle v_{1f}={\frac {(m_{1}-m_{2})v_{1i}+2m_{2}v_{2i}}{m_{1}+m_{2}}}\;}
{\displaystyle v_{2f}={\frac {(m_{2}-m_{1})v_{2i}+2m_{1}v_{1i}}{m_{1}+m_{2}}}\;}
se poi :{\displaystyle v_{1i}=-v_{2i}\land m_{1}=m_{2}}, allora: {\displaystyle v_{1f}=-v_{2f}=v_{2i}}
Si capisce perciò meglio come ε sia un fattore legato all'elasticità dell'urto.

## Equazione dell'impulso
Dalle equazioni delle velocità:
{\displaystyle J_{2}=m_{1}v_{1f}-m_{1}v_{1i}=(1+\varepsilon )(v_{1}-v_{2}){\frac {m_{1}m_{2}}{m_{1}+m_{2}}}=(1+\varepsilon )a_{1}t{\frac {m_{1}m_{2}}{m_{1}+m_{2}}};}
dove:
- {\displaystyle a_{1}} è l'accelerazione impulsiva che riceve l'altro corpo (media, supposta costante durante l'urto);
- t rappresenta la durata dell'urto;

Si può verificare facilmente infatti che :
{\displaystyle J_{1}=m_{1}v_{1f}-m_{1}v_{1i}=(1+\varepsilon )(v_{2}-v_{1}){\frac {m_{1}m_{2}}{m_{1}+m_{2}}}=-J_{2}\;;}
il principio di conservazione della quantità di moto che abbiamo imposto precedentemente.

## Forza impulsiva
Se si considera un sistema di bersaglio 2 molto più grande del proiettile 1, l'impulso infinitesimo è 
{\displaystyle dJ=(1+\varepsilon )dv{\frac {m_{1}m_{2}}{m_{1}}}=(1+\varepsilon )m_{2}dv;}
ma allora:
{\displaystyle F={\frac {dJ}{dt}}=(1+\varepsilon )m_{2}{\frac {dv}{dt}}=(1+\varepsilon )m_{2}a_{21};}
dove {\displaystyle a_{21}} è l'accelerazione relativa: a parità di questa, la forza impulsiva è perciò massima e doppia per un urto elastico rispetto ad un urto perfettamente anelastico.

## Energia cinetica
Affinché l'energia cinetica totale dei corpi rimanga invariata (e quindi le velocità dei due corpi dopo l'urto abbiano o direzione o verso o intensità diverse tra loro), si deve avere un urto elastico, e viceversa, come dimostra questa catena di doppie implicazioni:
{\displaystyle {\begin{aligned}T_{f}&={\frac {m_{1}v_{1f}^{2}}{2}}+{\frac {m_{2}v_{2f}^{2}}{2}}\\&={\frac {1}{2}}{m_{1}}\left({\frac {(m_{1}-m_{2})v_{1i}+2m_{2}v_{2i}}{m_{1}+m_{2}}}\right)^{2}+{\frac {1}{2}}{m_{2}}\left({\frac {(m_{2}-m_{1})v_{2i}+2m_{1}v_{1i}}{m_{1}+m_{2}}}\right)^{2}\\&={\frac {m_{1}v_{1i}^{2}}{2}}+{\frac {m_{2}v_{2i}^{2}}{2}}=T_{i}\end{aligned}}}
Se l'energia cinetica dei corpi è stata parzialmente dissipata nell'urto, allora si parla genericamente di urto anelastico. In quest'ultimo caso, si può dimostrare analogamente che l'energia cinetica dissipata è la massima possibile (dovendo rispettare la conservazione della quantità di moto totale) nel caso di urto totalmente anelastico, poiché i due corpi procedono alla stessa velocità dopo l'urto.
Secondo il primo principio della termodinamica, la parte di energia cinetica dissipata viene convertita in energia interna dei corpi coinvolti nell'urto, cioè in generale in parte in calore e in parte in lavoro termodinamico dei corpi stessi.